# Gloucester hercege
A Gloucester hercege főrendi cím (névadó Gloucester városa), amelyet az uralkodó egyik fiának szokott adományozni. Az első négy létrehozás az angol főnemesi rendben történt, míg az utolsó az Egyesült Királyság főnemesi rendjébe került. Jellemzően a cím örökletes. Az aktuális hercegi címhez tartozó al- vagy mellékcímek: Ulster grófja és a Culloden bárója.
A címet először Thomas of Woodstock, III. Eduárd angol király tizenharmadik gyermeke kapta. A cím az ő halálával kihalt, ahogyan akkor is, amikor a második címet birtokló Humphrey of Lancaster, IV. Henrik angol király negyedik fia elhunyt.
A címet ezt követően Richárd, IV. Eduárd angol király testvére kapta. Amikor Richárd király lett, a hercegi cím beolvadt a koronába. Richard halála után a címet baljósnak tekintették, mivel az első három herceg mind örökös nélkül halt meg. A címet több mint 150 évig nem adományozták, míg végül Stuart Henrik, I. Károly angol király fia kapta meg, de az ő halálával a cím ismét kihalt.
Vilmos, a leendő Anna brit királynő fia, Gloucester hercege címet viselte egész életében (1689–1700), de hivatalosan sosem hozták létre hercegi címmé. Frigyes walesi herceg 1718 és 1726 között szintén Gloucester hercege címmel élt, de végül Edinburgh hercegévé nevezték ki, nem Gloucesterévé.
Később egy kettős hercegi cím (nem két külön hercegség) jött létre III. György brit király testvére, Vilmos Henrik herceg számára, aki így Gloucester és Edinburgh hercege lett.
Az ötödik és legutóbbi cím Henrik számára jött létre, aki V. György brit király király harmadik fia volt, az Ő Királyi Fensége, Gloucester hercege címet viselte. Henrik herceg halála után a hercegi címet egyetlen túlélő fia, Richárd örökölte, aki jelenleg is birtokolja a címet. A cím örököse Sándor, akit Ulster grófjának szólítanak – a címet örökösként, és nem tulajdonosaként viseli. A következő az öröklési sorban Ulster grófjának fia, Xan Windsor, aki nagyapja harmadik címével, Culloden lordja, néven ismert. Amikor Alexander örökli a hercegséget, a királyi hercegi cím egyszerű hercegi címmé alakul, mivel Alexander nem jogosult királyi stílusra, így Őméltósága Gloucester hercege címet fogja viselni.

## Gloucester hercegei
| Herceg | Portré                    | Született                                                                                             | Házasság(ok) | Meghalt                                                               |
| --- | ------------------------- | --- | --- | --------------------------------------------------------------------- |
| Thomas of Woodstock Plantagenêt-ház 1385–1397 Aumale hercege (1385–1397), Essex grófja (1376–1397), Buckingham grófja (1377) | Thomas of Woodstock       | 1355. január 7. Woodstock Palota III. Eduárd angol király és Hainaut-i Filippa fia                    | Eleanor de Bohun 1376 öt gyerek                                                                                              | 1397. szeptember 8. Calais 42 évesen                                  |
| Thomas of Woodstock fia két évvel apja után meghalt, de soha nem kapta meg címeit, kivéve a Buckingham grófját. Thomast halálakor árulónak tekintették, így meggyilkolása után a címei elvesztek, kivéve Buckingham grófja címet. Fiának nem volt leszármazottja, a férfiága 1399-ben kihalt.      |                           | | |                                                                       |
| Humphrey of Lancaster Lancaster-ház 1414–1447 Pembroke grófja (1414) | Humphrey of Lancaster     | 1390. október 3. Lancaster kastély IV. Henrik angol király és Mary de Bohun fia                       | Jacqueline, Hainaut grófnője 1422–1428 (érvénytelenítva) egy gyerek Eleanor de Cobham 1428–1441 (érvénytelenítve) két gyerek | 1447. február 23. Bury St Edmunds 56 évesen                           |
| Mielőtt feleségül vette Eleanor de Cobham-t, a nő a szeretője volt, két gyermekük született, Arthur és Antigoné. Mivel mindkét gyermek Eleanorral kötött házassága előtt született, ezért törvénytelenek voltak, és nem nyerhették el a címét, így ennek megfelelően halálával minden címe kihalt. |                           | | |                                                                       |
| Richárd York-ház 1461–1483 | Richard Plantagenet       | 1452. október 2. Fotheringhay kastély, Oundle Plantagenet Richárd yorki herceg és Neville Cecília fia | Neville Anna 1472–1485 (her death) egy gyerek                                                                                | 1485. augusztus 22. Bosworthi csata 32 évesen                         |
| Richárd 1483-ban királlyá lett, címei összeolvadtak a koronával. |                           | | |                                                                       |
| Stuart Henrik Stuart-ház 1659–1660 Cambridge grófja (1659) | Henry Stuart              | 1640. július 8. Oatlands palota I. Károly angol király és Bourbon Henrietta Mária fia                 | Nem házasodott meg | 1660. szeptember 18. Whitehall palota 20 évesen                       |
| Mivel nem volt gyereke, a cím megszűnt. |                           | | |                                                                       |
| Oldenburgi Vilmos gloucesteri herceg Oldenburg-ház 1689–1700 | Prince William of Denmark | 1689. július 24. Hampton Court-palota Anna brit királynő és Oldenburgi György cumberlandi herceg fia  | Nem házasodott meg | 1700. július 30. Windsori kastély 11 évesen                           |
| Hivatalosan a címet nem viselte. |                           | | |                                                                       |
| Frigyes walesi herceg Hannover-ház 1717–1726 | Prince Frederick          | 1707. február 1. Leineschloss]], Hannover II. György brit király és Ansbachi Karolina fia             | Augusta szász-gótai hercegnő 1736. április 17. kilenc gyerek                                                                 | 1751. március 31. Leicester ház, London 44 évesen                     |
| Mivel hivatalosan soha sem volt Gloucester hercege, így a cím öröklése sem volt lehetséges. Frigyes 1726-ban Edinburgh hercege, majd 1729-ben Wales hercege lett. |                           | | |                                                                       |
| Henrik Windsor-ház 1928–1974 Ulster grófja és Culloden bárója (1928) | Prince Henry              | 1900. március 31. York Cottage, Sandringham, Norfolk V. György brit király és Teck Mária fia          | Lady Alice Montagu Douglas Scott 1935. november 6. két gyerek                                                                | 1974. június 10. Barnwell Manor, Barnwell, Northamptonshire 74 évesen |
| Richárd 1974– Windsor-ház Ulster grófja és Culloden bárója | Prince Richard            | 1944. augusztus 26. Northampton Henrik gloucesteri herceg és Aliz gloucesteri hercegné fia            | Birgitte van Deurs 1972. június 8. három gyerek                                                                              | 80 éves                                                               |

## Henrik, Gloucester 1. hercege leszármazottai
A hercegi cím örököse az „Ulster górfja“ címet, az örökös örököse a „Lord Culloden“ címet viseli. A herceg címet nem viselő fiát Lord, a lányát Lady cím illeti, ahogy ezt feltüntettük. A nem hercegi apától való leszármazottak nem viselnek Lord vagy Lady címet.
- V. György brit király (1865. június 3. – 1936. január 20.) Felesége: Teck Mária
  - VIII. Eduárd brit király
  - VI. György brit király
  - Mária brit királyi hercegnő
  - Henrik Gloucester 1. hercege (1900. március 31. - 1974. június 10.) Felesége: Alice Christabel Montagu Douglas Scott
    - Vilmos királyi herceg (1941. december 18. – 1972. augusztus 28.)[6]
    - Richárd Gloucester 2. hercege (1944, augusztus 26. – ) Felesége: Birgitte van Deurs (1946–)
      - Alexander Windsor, Ulster grófja (1974. október 24. Felesége: Claire Booth (1977–)
        - Xan Windsor, Lord Culloden (2007. március 12.–)
        - Lady Cosima Windsor (2010–)

      - Lady Davina Windsor (1977–) Férje: Gary Lewis
        - Senna Lewis (2010–)
        - Tāne Lewis (2012–)

      - Lady Rose Windsor (1980–) Férje: George Gilman
        - Lyla Gilman (2010–)
        - Rufus Gilman (2012–)

  - György kenti herceg
    - innen lásd Kent hercege

  - János brit királyi herceg